# Медаль Спингарна
Медаль Спингарна (англ. Spingarn Medal) — награда, ежегодно вручаемая Национальной ассоциацией содействия прогрессу цветного населения (NAACP) за выдающиеся достижения американцам, имеющим африканское происхождение.
Учреждена в 1914 году Джоэлом Элиасом Спингарном, председателем NAACP. Представляет собой золотую медаль на фиолетовой ленте с золотой каймой. До 1939 года вручалась лично Спингарном, после смерти которого был организован фонд для поддержки награды.
Первым награждённым в 1915 году стал биолог Эрнст Эверетт Джаст. Среди других известных награждённых Уильям Дюбуа, Джордж Вашингтон Карвер, Поль Робсон, Джеки Робинсон, Мартин Лютер Кинг, Лэнгстон Хьюз, Сэмми Дэвис, Алекс Хейли, хореограф Алвин Эйли (1976), Роза Паркс, Билл Косби, Джесси Джексон, Колин Пауэлл.